# Bisdom Krishnagar
Het bisdom Krishnagar (Latijn: Dioecesis Krishnagarensis) is een rooms-katholiek bisdom met als zetel Krishnanagar (ookwel Krishnagar genoemd), in India. Het bisdom is suffragaan aan het aartsbisdom Calcutta. 

## Geschiedenis
Het bisdom werd opgericht in 1855, als de missio sui iuris Central Bengal, uit delen van het apostolisch vicariaat Western Bengal. Op 19 juli 1870 werd het verheven tot apostolische prefectuur. Op 1 september 1886 werd het verheven tot bisdom. In 1887 veranderde het van naam naar bisdom Krishnagar.

## Parochies
Het bisdom had in 2021 een oppervlakte van 8.640 km2 en telde 12.491.510 inwoners waarvan 0,5% rooms-katholiek was.

## Ordinarii

### Superiors
- Albino Parietti (1855 - 30 november 1864)
- Luigi Limana (1865 - 1870)

### Prefecten
- Antonio Marietti (augustus 1870 - 1878)

### Bisschoppen
- Francesco Pozzi (prefect: 1878, bisschop: 25 november 1886 - 23 oktober 1905)
- Santino Taveggia (23 augustus 1906 - 18 juni 1927)
- Stephen Ferrando (9 juli 1934 - 26 november 1935)
- Louis La Ravoire Morrow (25 mei 1939 - 31 oktober 1969)
- Matthew Baroi (17 september 1973 - 4 april 1983)
- Lucas Sirkar (22 juni 1984 - 14 april 2000)
- Joseph Suren Gomes (17 april 2002 - 17 april 2019)
  - Thomas D’Souza (apostolisch administrator: 17 april 2019 - 23 juli 2022)
- Nirmol Vincent Gomes (30 april 2022 - heden)

Calcutta (aartsbisdom) · Asansol · Bagdogra · Baruipur · Darjeeling · Jalpaiguri · Krishnagar · Raiganj